# Алегре, Мануэл
Мануэ́л Але́гре де Ме́лу Дуа́рте (порт. Manuel Alegre de Melo Duarte; род. 12 мая 1936, Агеда, Португалия) — португальский поэт, писатель и политик, кандидат в президенты на выборах 2006 года (занял второе место с 20,7 % голосов) и 2011 года (вновь второе место с 19,76 % голосов). Член Социалистической партии Португалии. Лауреат Премии Камоэнса 2017 года.

## Биография
Учился на юридическом факультете Коимбрского университета, отличился как активист студенческого самоуправления, начинающий поэт, участник драматического кружка и спортсмен. В молодости был членом запрещённой Португальской коммунистической партии и выступал против фашистского режима Антониу ди Салазара. Был призван в армию, служил на Азорских островах и в Анголе, где некоторое время провёл в тюрьме Луанды за участие в попытке восстания военнослужащих. С 1964 года — в эмиграции в Алжире, где работал на независимой радиостанции «Voz da Liberdade» (Голос свободы), вещавшей на португальском языке.
Неделю спустя «революции гвоздик» 1974 года Алегре вернулся в Португалию. После возвращения вступил в Социалистическую партию, и с 1975 года постоянно избирается от неё в парламент. В Социалистической партии считается представителем левого крыла — так, он голосовал против всех поправок, вносимых в конституцию 1976 года, провозглашавшую Португалию социалистической республикой.
В 2004 году участвовал в борьбе за лидерство в Социалистической партии, однако уступил Жозе Сократешу. В 2006 г. баллотировался в качестве независимого кандидата на президентских выборах и собрал 1 138 297 (20,7 %) голосов. Мариу Суареш, которого официально поддержала Социалистическая партия, набрал только 785 355 (14,3 %) голосов, существенно уступив коллеге по партии.
В 2010 году Мануэл Алегре выставил свою кандидатуру на очередных президентских выборах. На этот раз он баллотировался от Социалистической партии. Кроме того, его кандидатура была поддержана Левым блоком, а также Коммунистической партией португальских рабочих и Демократической партией Атлантики. По данным предвыборных опросов декабря 2010 года, рейтинг Алегре составлял, по разным оценкам, от 20,7 % до 30 %. В октябре рейтинг Алегре составлял 22 % −33 %. Таким образом, он считался главным оппонентом действующего президента Португалии Анибала Каваку Силвы. В результате, на выборах 23 января 2011 г. при крайне низкой явке (46,63 %) Каваку Силва был переизбран, а Мануэл Алегре пришёл вторым, получив 19,76 % голосов.
Первая книга его стихов была издана в 1965 году; до 1974 года его произведения, издававшиеся за рубежом, были в Португалии под запретом и циркулировали в стране в качестве самиздата. Некоторые его стихотворения легли в основу песен. Интересно, что в ряде случаев стихи Алегре переложил на музыку известный исполнитель фаду Жуан Брага — в идейно-политическом отношении крайне правый непримиримый антикоммунист.
Его поэзия была и остаётся песней Свободы, изо всех португальских поэтов именно стихи Алегре больше всего поют, многие его стихи исполняются как фаду. «Песня о ветре что проходит» была написана в 1963 году и положена на музыку гитаристом Антониу Пуртугал (AntOnio Jorge Moreira Portugal, 1931—1994). В этом же году она была записана на диск «Фаду Куимбры» в исполнении Адриану Куррейя де Оливейра (Adriano Maria Correia Gomes de Oliveira, 1942—1982). Она также была записана Амалией Родригеш на диск «Каким голосом» («Com que voz»). Эта песня навсегда осталась в истории сопротивления диктатуре Салазара, это гимн сопротивления, хранящийся в коллективной памяти португальцев. Впервые его исполнил Адриану Куррейя де Оливейра — друг поэта и его соратник времён борьбы против режима в университете Куимбры.

Из «Песня о ветре, что проходит»:

В ночи лихолетья злого

Встречь граду и камнепаду

Всегда кто-то кинет слово

И кто-то зажжёт лампаду.

Оригинальный текст (порт.)

de Trova do Vento que Passa

Para António Portugal

 Pergunto ao vento que passa 

 notícias do meu país 

 e o vento cala a desgraça 

 o vento nada me diz.

— Мануэл Алегре, из "Песня о ветре, что проходит". 

Перевела с порт. И. Фещенко-Скворцова.

Кавалер Большого креста Ордена Свободы и ордена Камоэнса (2024). В 2005 г. в Коимбре в его честь был установлен памятник.

### Сборники поэзии
- 1965 — Praça da Canção
- 1967 — O Canto e as Armas
- 1971 — Um Barco para Ítaca
- 1976 — Coisa Amar (Coisas do Mar)
- 1979 — Nova do Achamento
- 1981 — Atlântico
- 1983 — Babilónia
- 1984 — Chegar Aqui
- 1984 — Aicha Conticha
- 1991 — A Rosa e o Compasso
- 1992 — Com que Pena — Vinte Poemas para Camões
- 1993 — Sonetos do Obscuro Quê
- 1995 — Coimbra Nunca Vista
- 1996 — As Naus de Verde Pinho
- 1996 — Alentejo e Ninguém
- 1997 — Che
- 1998 — Pico
- 1998 — Senhora das Tempestades
- 2001 — Livro do Português Errante
- 2008 — Nambuangongo, Meu Amor
- 2008 — Sete Partidas

### Проза
- Jornada de África (1989)
- O Homem do País Azul (1989)
- Alma (1995)
- Contra a Corrente (1997)
- A Terceira Rosa (1998)
- Uma Carga de Cavalaria (1999)
- Arte de Marear (2002)
- Cão Como Nós (2002)
- Um Velho em Arzila (2003)
- Rafael (2004)
- O Quadrado (2005)

## Переводы на русский язык
- Мануэл Алегре. Стихотворения португальца-бродяги (пер. В. Капустиной) // Зинзивер. — 2010. — № 2(18)
- Из Португальской поэзии XX-XXI веков: традиция и поиск //«Иностранная литература». Перевод и вступление И. Фещенко-Скворцова — 2017. — № 4. — С. 107—125. ISSN: 0130-6545
- И. Фещенко-Скворцова. Эссе: Из Португальской поэзии ХХ — XXI веков: Жозе Режиу, Мануэл Алегре // Поэзия.ру